# Sébastien Le Prestre, Marchiz de Vauban

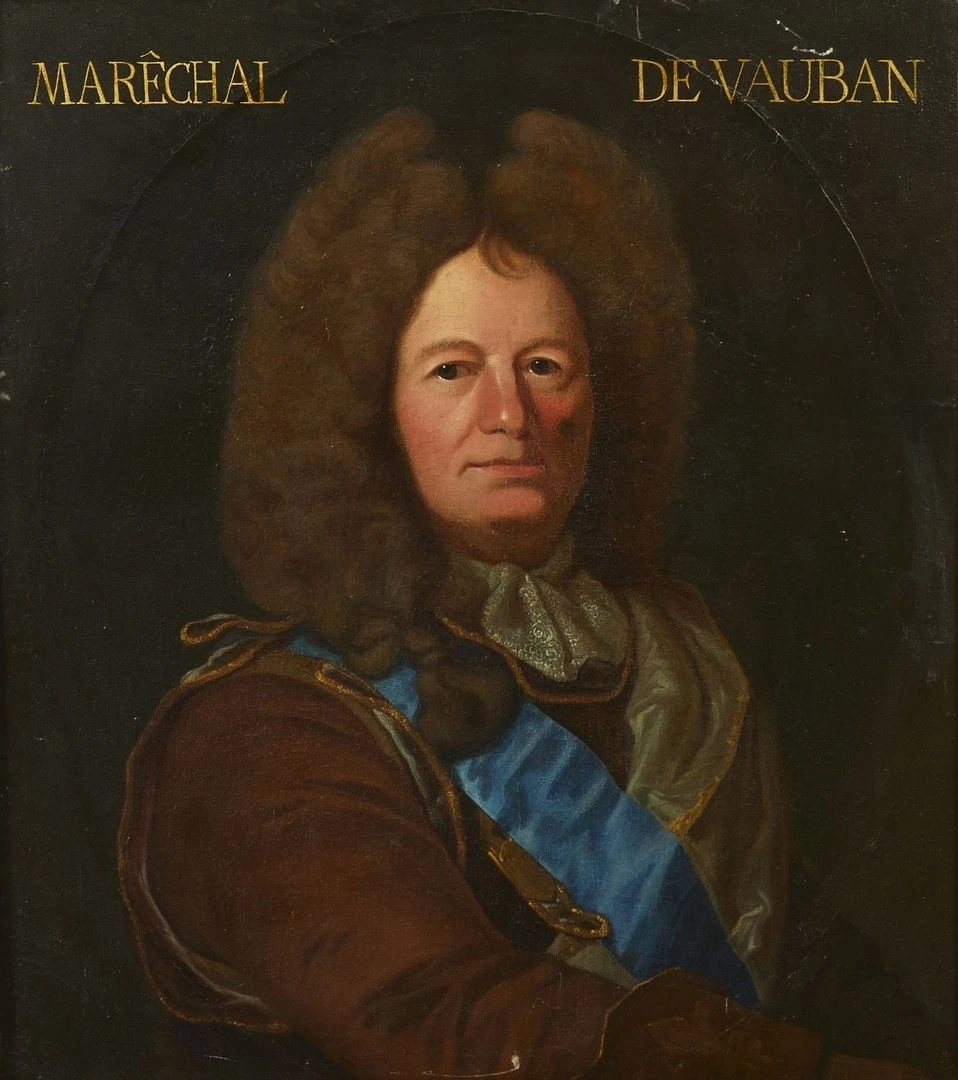
Sébastien Le Prestre, Seigneur de Vauban

Sébastien Le Prestre, Marchiz de Vauban (n. 15 mai 1633 – d. 30 martie 1707), numit și Vauban, a fost un mareșal al Franței și cel mai important inginer militar din perioada sa, faimos pentru inovațiile aduse în domeniul construcției de fortificații. Folosind tehnicile care-i poartă numele, au fost fortificate numeroase cetăți din Europa.
Executate din cărămidă, cu ziduri scunde înconjurate de șanțuri, aceste fortificații se caracterizează prin folosirea bastioanelor în formă de pană, prin crearea unui întreg dispozitiv de supraveghere care evită punctele moarte.
Introdus în Transilvania în secolul al XVIII-lea, sistemul Vauban a fost aplicat la construirea noilor cetăți de la Alba Iulia (Cetatea Alba Carolina), Timișoara (Cetatea Timișoara — cea mai mare cetate din Imperiul Habsburgic după Budapesta și Viena), Oradea, Arad și Făgăraș, toate datând din secolul al XVIII-lea.
Vauban a fost un intelectual de valoare în mai multe domenii. În 1707 a publicat lucrarea sa despre impozite, în ciuda interdicției regale.